# Козлув (Сілезьке воєводство)
Козлув (пол. Kozłów) — село в Польщі, у гміні Сосніцовиці Гливицького повіту Сілезького воєводства.
Населення — 1048 осіб (2011).
У 1975—1998 роках село належало до Катовицького воєводства.

## Демографія
Демографічна структура станом на 31 березня 2011 року:
|          | Загалом | Допрацездатний вік | Працездатний вік | Постпрацездатний вік |
| -------- | ------- | ------------------ | ---------------- | -------------------- |
| Чоловіки | 496     | 80                 | 354              | 62                   |
| Жінки    | 552     | 99                 | 331              | 122                  |
| Разом    | 1048    | 179                | 685              | 184                  |